# Рыбновский район
Ры́бновский райо́н — административно-территориальная единица (район) и муниципальное образование (муниципальный район) на северо-западе Рязанской области России.
Административный центр — город Рыбное.

## География
Бо́льшая часть района располагается в северо-восточной части Среднерусской возвышенности, исключение составляет Селецкое сельское поселение, расположенное на левом берегу Оки в Мещерской низменности. Основная территория находится в природной зоне широколиственных лесов, левобережье Оки — в зоне смешанных лесов, небольшой участок на крайнем юго-западе района — в зоне лесостепей.
Район граничит с Захаровским, Рязанским, Клепиковским районами Рязанской области, городом Рязанью, городскими округами Луховицы, Егорьевск, Зарайск и Шатура Московской области.
Площадь района — 1404 км². Основные реки — Ока, Осётр, Вожа, Меча. Есть карьер.

## История

#### Предыстория
В дославянскую эпоху территория современного Рыбновского района находилась на стыке культур. Этому свидетельствуют археологические памятники: в северо-восточной части района - могильник Высокий близ села Кузьминское на Оке и городище близ села Вакино, оба памятника относят к городецкой культуре, связываемой с древним финно-угорским населением, а также в юго-западной части района - Арцыбашевское городище на реке Осётр, которое связывают с салтово-маяцкой культурой, характерной для степного тюркского населения Хазарского каганата.

#### Древнерусский период, Великое княжество Рязанское
С IX века территория проживания эрзи района активно заселяется восточнославянским племенным союзом вятичи. Местное финно-угорское население вытесняется либо ассимилируется. Железницкий (иногда Зарайский) клад серебра весом более трёх фунтов был найден близ села Железницы на реке Осетре в 1855 году. Местный купец А. П. Бахрушин передал находку в Московское общество истории и древностей российских. Состав железницкого клада: 258 куфических, в основном аббасидских, дирхемов второй половины IX века, две шейные гривны, шесть браслетов, пять серег, восемь височных колец.  Лучевые серьги (височные кольца) из Супрут и Железницкого клада относятся ко второму этапу развития, во время которого шёл активный поиск новых форм и сочетаний элементов, о чём свидетельствует разнообразие типов украшений. Ранние лучевые височные кольца, послужившие прототипами семилучевых и семилопастных укражений радимичей и вятичей, имеют дунайское происхождение.
В XI веке образуется Черниговское княжество.
В XII веке из состава Черниговского княжества выделяется Муромо-Рязанское, позднее — Рязанское княжество. На землях будущего Рыбновского района возникают первые древнерусские города: Борисов-Глебов (близ современного села Вакино) и Глебов (рядом с современным селом Глебово-Городище).
В XIII веке Рязанское княжество испытывает значительный урон от ордынской экспансии. Город Борисов-Глебов был разрушен. В XIV веке Рязанское княжество попадает в зависимость от Московского княжества. В 1378 году близ города Глебов происходит знаменитое сражение на реке Воже между войсками московского князя и ордынскими военачальниками. В отечественной историографии принято освещать битву на Воже как сражение русских и ордынских войск, однако это не совсем так. Единого русского войска на тот момент ещё не было, тот же рязанский князь Олег Иванович враждовал с московским князем Дмитрием Ивановичем и не поддерживал его в этой битве.
В XV веке земли Рязанского княжества окончательно переходят под контроль московских князей и впоследствии становятся частью единого Русского государства.

#### В периоды Русского царства и Российской империи
С XVI века территория современного Рыбновского района входит в состав Окологородного стана Рязанского уезда. В этом же веке впервые в писцовых книгах упоминается село Рыбино (позднее - Рыбное).
В XVI-XVII веках по берегам Вожи проходила оборонительная линия Вожская засека, целью которой была защита русского государства от набегов кочевых народов с юга. К концу XVII века, в связи с существенным расширением русских границ на юг, Вожская засека утратила своё значение.
В начале XVIII века Пётр I проводит масштабную административную реформу. В государстве вводится деление на 8 огромных губерний, которые в свою очередь делятся на провинции. Земли будущего района входят в состав Переславль-Рязанской провинции Московской губернии. В конце XVIII века Екатерина II проводит очередную реформу, выделив из состава Московской губернии Рязанское наместничество. Позднее император Павел I переименует наместничества в губернии и введёт деление на волости. Село Рыбное станет центром Рыбновской волости Рязанского уезда Рязанской губернии.
В 1864 году случилось ключевое для судьбы будущего района событие - открытие железной дороги, связывающей Рязань и Москву, в том же году открыты станции Рыбное и Дивово.
В 1895 году в селе Константиново родился великий русский поэт Сергей Александрович Есенин, который впоследствии стал символом не только Рыбновского района, но и Рязанского края вообще.

#### В советский и постсоветский периоды
В 1929 году Рязанская губерния была упразднена, её территория вошла в состав укрупнённой Центрально-Промышленной области с центром в Москве, Рязанский уезд был преобразован в Рязанский округ, а в составе округа сформировали 27 районов, в том числе Рыбновский.
В состав Рыбновского района первоначально вошли следующие сельсоветы бывшей Рязанской губернии:
- из Зарайского уезда:
  - из Григорьевской волости: Ильинский, Козловский
- из Рязанского уезда:
  - из Бахмачевской волости: Алешинский, Булыгинский, Желчинский, Пальновский, Свистовский
  - из Кузьминской волости: Аксёновский, Ваксинский, Ивашковский, Константиновский, Кузьминский, Новоселковский, Пощуповский, Селецкий, Федякинский, Чуриловский, Шехминский
  - из Рыбновской волости: Баграмовский, Батуринский, Веселевский, Волынский, Городищенский, Горяйновский, Дубровический, Елизаветинский, Жатовский, Заборьевский, Заокский, Истобниковский, Костинский, Летовский, Ногинский, Перекальский, Полтевский, Рыбновский, Слободский, Старолетовский, Тюшевский, Ходынский, Чемровский, Чешуевский, Шаповский.

20 мая 1930 года из Луховицкого района в Рыбновский был передан Срезневский сельский совет. 30 июля Рязанский округ был упразднён и район отошёл в прямое подчинение Мособлисполкому.
В соответствии с постановлением от 26 сентября 1937 года из Московской области были выделены Тульская и Рязанская области. Рыбновский район вошёл в состав вновь образованной Рязанской области.
В 1947 году Рыбное получает статус рабочего посёлка, а в 1961 году — статус города. За советский период Рыбное существенно увеличивает площадь и численность населения, в состав города вошли бывшее село Полтево и часть села Ходынино.
С 1963 года по 1965 года, во время неудавшейся всесоюзной реформы по делению на сельские и промышленные районы и парторганизации, в соответствии с решениями ноябрьского (1962 года) пленума ЦК КПСС «о перестройке партийного руководства народным хозяйством», район в числе многих в СССР был временно упразднён (укрупнён).
В 1995 году сельсоветы заменяются на сельские округа, а в 2006 году выделяются сельские поселения.

## Население
| 1939    | 1959    | 1970    | 1979    | 1989    | 2002    | 2009    | 2010    | 2012    |
| ------- | ------- | ------- | ------- | ------- | ------- | ------- | ------- | ------- |
| 48 108  | ↘42 214 | ↗42 306 | ↘39 586 | ↘38 744 | ↘37 140 | ↘36 824 | ↘35 585 | ↗36 048 |
| 2013    | 2014    | 2015    | 2016    | 2017    | 2018    | 2019    | 2020    | 2021    |
| ↗36 386 | ↗36 700 | ↘36 667 | ↗36 763 | ↘36 732 | ↗37 212 | ↗37 599 | ↗38 143 | ↗39 069 |
| 2023    | 2024    | 2025    |         |         |         |         |         |         |
| ↘38 973 | ↘38 941 | ↘38 672 |         |         |         |         |         |         |

### Урбанизация
Городское население (город Рыбное) составляет 54,82 % населения района.

### Национальный состав
По итогам переписи населения 2020 года проживали следующие национальности (национальности менее 0,1 % и другое, см. в сноске к строке «Другие»):
| Национальность | Численность, чел. | Доля     |
| -------------- | ----------------- | -------- |
| Русские        | 34 449            | 88,17 %  |
| Армяне         | 287               | 0,73 %   |
| Мордва         | 279               | 0,71 %   |
| Узбеки         | 161               | 0,41 %   |
| Украинцы       | 145               | 0,37 %   |
| Азербайджанцы  | 143               | 0,37 %   |
| Таджики        | 131               | 0,34 %   |
| Татары         | 81                | 0,21 %   |
| Цыгане         | 49                | 0,13 %   |
| Грузины        | 45                | 0,12 %   |
| Другие         | 3299              | 8,44 %   |
| Итого          | 39 069            | 100,00 % |

## Территориальное устройство
В рамках административно-территориального устройства, Рыбновский район включает 1 город районного значения и 12 сельских округов.
В рамках организации местного самоуправления, муниципальный район делится на 13 муниципальных образований, в том числе 1 городское и 12 сельских поселений.
| №  | Муниципальное образование         | Административный центр | Количество населённых пунктов | Население (чел.) | Площадь (км²) |
| -- | --------------------------------- | ---------------------- | ----------------------------- | ---------------- | ------------- |
| 1  | Рыбновское городское поселение    | город Рыбное           | 1                             | ↗21 200          | 14,46         |
| 2  | Алешинское сельское поселение     | село Алешня            | 11                            | ↘1366            | 80,40         |
| 3  | Баграмовское сельское поселение   | деревня Баграмово      | 7                             | ↗2892            | 48,00         |
| 4  | Батуринское сельское поселение    | деревня Новое Батурино | 13                            | ↘2313            | 37,20         |
| 5  | Вакинское сельское поселение      | село Вакино            | 5                             | ↘639             | 38,90         |
| 6  | Глебковское сельское поселение    | посёлок Глебково       | 3                             | ↗1698            | 21,90         |
| 7  | Истобниковское сельское поселение | село Истобники         | 16                            | ↗1247            | 36,92         |
| 8  | Кузьминское сельское поселение    | село Кузьминское       | 5                             | ↘1060            | 65,00         |
| 9  | Пионерское сельское поселение     | посёлок Пионерский     | 33                            | ↗1312            | 126,30        |
| 10 | Пощуповское сельское поселение    | село Пощупово          | 8                             | ↘1256            | 61,30         |
| 11 | Селецкое сельское поселение       | село Сельцы            | 2                             | ↗646             | 129,70        |
| 12 | Ходынинское сельское поселение    | село Ходынино          | 3                             | ↘1999            | 30,10         |
| 13 | Чурилковское сельское поселение   | деревня Чурилково      | 7                             | ↘1572            | 33,60         |

В 2014 году были упразднены Большежоковское и Комсомольское сельские поселения (включены в Пионерское сельское поселение), Федякинское (включено в Вакинское сельское поселение), Шехминское (включено в Селецкое сельское поселение).
В 2015 году были упразднены  сельские поселения: Пальновское (включено в Алешинское сельское поселение); Козловское (включено в Батуринское сельское поселение); Марковское (включено в Истобниковское сельское поселение); Новосельское (включено в Пощуповское сельское поселение).

## Населённые пункты
В Рыбновском районе 114 населённых пунктов, в том числе 1 городской (город) и 113 сельских. 
| №   | Населённый пункт       | Тип     | Население | Муниципальное образование         |
| --- | ---------------------- | ------- | --------- | --------------------------------- |
| 1   | Аблово                 | деревня | 7         | Истобниковское сельское поселение |
| 2   | Аксёново               | деревня | ↘142      | Кузьминское сельское поселение    |
| 3   | Алешня                 | село    | ↗505      | Алешинское сельское поселение     |
| 4   | Ахмылово               | деревня | 2         | Истобниковское сельское поселение |
| 5   | Баграмово              | деревня | ↗2174     | Баграмовское сельское поселение   |
| 6   | Бараково               | деревня | 65        | Пионерское сельское поселение     |
| 7   | Бариново               | деревня | ↘7        | Пионерское сельское поселение     |
| 8   | Богословка             | деревня | 14        | Пионерское сельское поселение     |
| 9   | Бойчицы                | деревня | 8         | Пионерское сельское поселение     |
| 10  | Большое Алешино        | деревня | 6         | Пионерское сельское поселение     |
| 11  | Большое Жоково         | село    | ↘322      | Пионерское сельское поселение     |
| 12  | Борисовское            | село    | ↘65       | Пионерское сельское поселение     |
| 13  | Бортники               | деревня | ↘6        | Пионерское сельское поселение     |
| 14  | Бортное                | село    | ↘35       | Истобниковское сельское поселение |
| 15  | Бражкино               | деревня | 150       | Чурилковское сельское поселение   |
| 16  | Булыгино               | село    | ↘5        | Алешинское сельское поселение     |
| 17  | Вакино                 | село    | ↘256      | Вакинское сельское поселение      |
| 18  | Валищево               | деревня | 6         | Баграмовское сельское поселение   |
| 19  | Верейкино              | деревня | 51        | Пионерское сельское поселение     |
| 20  | Войнюково              | деревня | 52        | Баграмовское сельское поселение   |
| 21  | Волынь                 | село    | ↘34       | Истобниковское сельское поселение |
| 22  | Выселки                | деревня | 298       | Батуринское сельское поселение    |
| 23  | Высокое                | деревня | ↘378      | Батуринское сельское поселение    |
| 24  | Глебково               | посёлок | ↗556      | Глебковское сельское поселение    |
| 25  | Глебово-Городище       | село    | ↘62       | Алешинское сельское поселение     |
| 26  | Голенькино             | деревня | 0         | Истобниковское сельское поселение |
| 27  | Городище               | село    | ↘466      | Ходынинское сельское поселение    |
| 28  | Горяйново              | село    | ↘97       | Баграмовское сельское поселение   |
| 29  | Данилово               | деревня | 40        | Кузьминское сельское поселение    |
| 30  | Демидово               | деревня | 2         | Чурилковское сельское поселение   |
| 31  | Дивово                 | посёлок | ↘481      | Глебковское сельское поселение    |
| 32  | Елизаветинка           | деревня | 14        | Истобниковское сельское поселение |
| 33  | Железницкие Выселки    | деревня | 7         | Пионерское сельское поселение     |
| 34  | Железницы              | деревня | ↘44       | Пионерское сельское поселение     |
| 35  | Желчино                | село    | ↘12       | Алешинское сельское поселение     |
| 36  | Житово                 | село    | ↘400      | Батуринское сельское поселение    |
| 37  | завода «Ветзоотехника» | посёлок | 723       | Чурилковское сельское поселение   |
| 38  | Зеленино               | деревня | ↘125      | Алешинское сельское поселение     |
| 39  | Зеленинские Дворики    | деревня | 115       | Баграмовское сельское поселение   |
| 40  | Зубово                 | деревня | 18        | Истобниковское сельское поселение |
| 41  | Иванчино               | деревня | 6         | Кузьминское сельское поселение    |
| 42  | Ивашково               | село    | 93        | Вакинское сельское поселение      |
| 43  | Ильинское              | село    | ↘46       | Батуринское сельское поселение    |
| 44  | Истобники              | село    | ↘148      | Истобниковское сельское поселение |
| 45  | Калиновка              | село    | ↘74       | Пионерское сельское поселение     |
| 46  | Качаново               | деревня | 6         | Пионерское сельское поселение     |
| 47  | Китаево                | деревня | 4         | Пионерское сельское поселение     |
| 48  | Клишино                | деревня | 3         | Пионерское сельское поселение     |
| 49  | Козицино               | деревня | 11        | Батуринское сельское поселение    |
| 50  | Козловка               | село    | ↘53       | Батуринское сельское поселение    |
| 51  | Комсомольский          | посёлок | 218       | Пионерское сельское поселение     |
| 52  | Константиново          | село    | ↘357      | Кузьминское сельское поселение    |
| 53  | Костенково             | деревня | 11        | Батуринское сельское поселение    |
| 54  | Костино                | село    | ↗595      | Пощуповское сельское поселение    |
| 55  | Красный Посёлок        | деревня | 1         | Алешинское сельское поселение     |
| 56  | Кривоносово            | деревня | 12        | Пощуповское сельское поселение    |
| 57  | Крупники               | село    | ↘14       | Пионерское сельское поселение     |
| 58  | Кудашево               | деревня | 2         | Пощуповское сельское поселение    |
| 59  | Кузьминское            | село    | ↗513      | Кузьминское сельское поселение    |
| 60  | Ларино                 | деревня | 47        | Баграмовское сельское поселение   |
| 61  | Летово                 | село    | ↘61       | Истобниковское сельское поселение |
| 62  | Лужки                  | село    | ↘102      | Алешинское сельское поселение     |
| 63  | Малое Алешино          | деревня | 3         | Пионерское сельское поселение     |
| 64  | Малое Жоково           | деревня | 10        | Пионерское сельское поселение     |
| 65  | Малышево               | деревня | ↘18       | Пионерское сельское поселение     |
| 66  | Мантурово              | деревня | 80        | Баграмовское сельское поселение   |
| 67  | Марково                | деревня | ↘315      | Истобниковское сельское поселение |
| 68  | Медведево              | деревня | ↘29       | Пощуповское сельское поселение    |
| 69  | Нагорное               | деревня | 129       | Батуринское сельское поселение    |
| 70  | Новое Батурино         | деревня | ↗649      | Батуринское сельское поселение    |
| 71  | Новосёлки              | село    | ↗457      | Пощуповское сельское поселение    |
| 72  | Ногино                 | село    | ↘225      | Алешинское сельское поселение     |
| 73  | Окаемово               | село    | 16        | Пощуповское сельское поселение    |
| 74  | Пальные                | село    | ↘231      | Алешинское сельское поселение     |
| 75  | Перекаль               | деревня | ↘614      | Ходынинское сельское поселение    |
| 76  | Петровское             | деревня | ↘9        | Пионерское сельское поселение     |
| 77  | Пионерский             | посёлок | ↗400      | Пионерское сельское поселение     |
| 78  | Подлуг                 | деревня | ↘6        | Истобниковское сельское поселение |
| 79  | Покровка               | деревня | 0         | Алешинское сельское поселение     |
| 80  | Пощупово               | село    | ↘460      | Пощуповское сельское поселение    |
| 81  | Путково                | деревня | ↘14       | Истобниковское сельское поселение |
| 82  | Раменки                | деревня | ↘51       | Вакинское сельское поселение      |
| 83  | Романцево              | деревня | 152       | Истобниковское сельское поселение |
| 84  | Ромоданово             | деревня | 5         | Пощуповское сельское поселение    |
| 85  | Рыбное                 | город   | ↗21 200   | Рыбновское городское поселение    |
| 86  | Сапково                | деревня | ↘6        | Пионерское сельское поселение     |
| 87  | Свистово               | деревня | ↘97       | Алешинское сельское поселение     |
| 88  | Сельцы                 | село    | →431      | Селецкое сельское поселение       |
| 89  | Сидоровка              | деревня | 240       | Истобниковское сельское поселение |
| 90  | Синьково               | деревня | 2         | Пионерское сельское поселение     |
| 91  | Ситьково               | деревня | 7         | Пионерское сельское поселение     |
| 92  | Сливково               | деревня | 0         | Пионерское сельское поселение     |
| 93  | Слобода                | деревня | 4         | Истобниковское сельское поселение |
| 94  | Срезнево               | село    | ↘64       | Глебковское сельское поселение    |
| 95  | Старое Батурино        | деревня | ↘274      | Батуринское сельское поселение    |
| 96  | Старое Веселево        | деревня | 135       | Батуринское сельское поселение    |
| 97  | Старолетово            | село    | ↘290      | Чурилковское сельское поселение   |
| 98  | Тайчины                | деревня | 14        | Пионерское сельское поселение     |
| 99  | Токарево               | село    | ↘21       | Пионерское сельское поселение     |
| 100 | Требушки               | деревня | 0         | Пионерское сельское поселение     |
| 101 | Федякино               | село    | ↘377      | Вакинское сельское поселение      |
| 102 | Филиппово              | село    | ↘0        | Пионерское сельское поселение     |
| 103 | Фурсово                | деревня | 10        | Батуринское сельское поселение    |
| 104 | Ходынино               | село    | ↘720      | Ходынинское сельское поселение    |
| 105 | Ходяйново              | село    | ↘9        | Пионерское сельское поселение     |
| 106 | Чемрово                | деревня | 82        | Чурилковское сельское поселение   |
| 107 | Чернеево               | деревня | 1         | Пионерское сельское поселение     |
| 108 | Чешуево                | село    | ↘2        | Вакинское сельское поселение      |
| 109 | Чурилково              | деревня | ↘381      | Чурилковское сельское поселение   |
| 110 | Шехмино                | село    | ↘34       | Селецкое сельское поселение       |
| 111 | Шишкино                | деревня | ↘66       | Истобниковское сельское поселение |
| 112 | Шушпаново              | деревня | 2         | Чурилковское сельское поселение   |
| 113 | Щекотово               | деревня | 4         | Пионерское сельское поселение     |
| 114 | Юркино                 | деревня | 0         | Батуринское сельское поселение    |

## Экономика
Основная доля производимой в районе продукции приходится на производство электроэнергии, газа и воды — 54,8 %, производство электрооборудования, электронного и оптического оборудования — 44,8 %, целлюлозно-бумажное производство, издательская и полиграфическая деятельность — 0,4 %.
За 2013 год объём отгруженных товаров собственного производства, выполненных работ и услуг (без учёта данных по малому предпринимательству) в фактических ценах составил 186067 тыс. рублей. Сальдированный финансовый результат сформировался в сумме 24,8 млн. рублей прибыли, удельный вес прибыльных организаций в 2013 году составил 75 %.
Начисленная среднемесячная заработная плата в 2013 году составила по району 26500 рублей, что, по сравнению с соответствующим периодом 2012 года, больше на 9,8 %. В сфере транспортной деятельности зарплата выросла на 5,8 %. В сфере образования — 34,8 %, здравоохранения — 9,8 %.
Одно из старейших предприятий района — объединение «Сельхозтехника», образовано в 1933 году. В настоящее время предприятие осуществляет ремонтно-восстановительные работы сельскохозяйственной техники и оборудования.
Другие крупные предприятия: завод высокоточного крепежа «Bervel», фабрика «СТМ-групп» (производство готовых металлических изделий), «Ветзоотехника» (зооветеринарная продукция), Рыбновский молочный завод, «Эко Нива-Техника» (обслуживание сельскохозяйственной техники). Значительную долю в экономике района играет железная дорога — на территории района располагается сортировочная станция Рязань.

## Транспорт

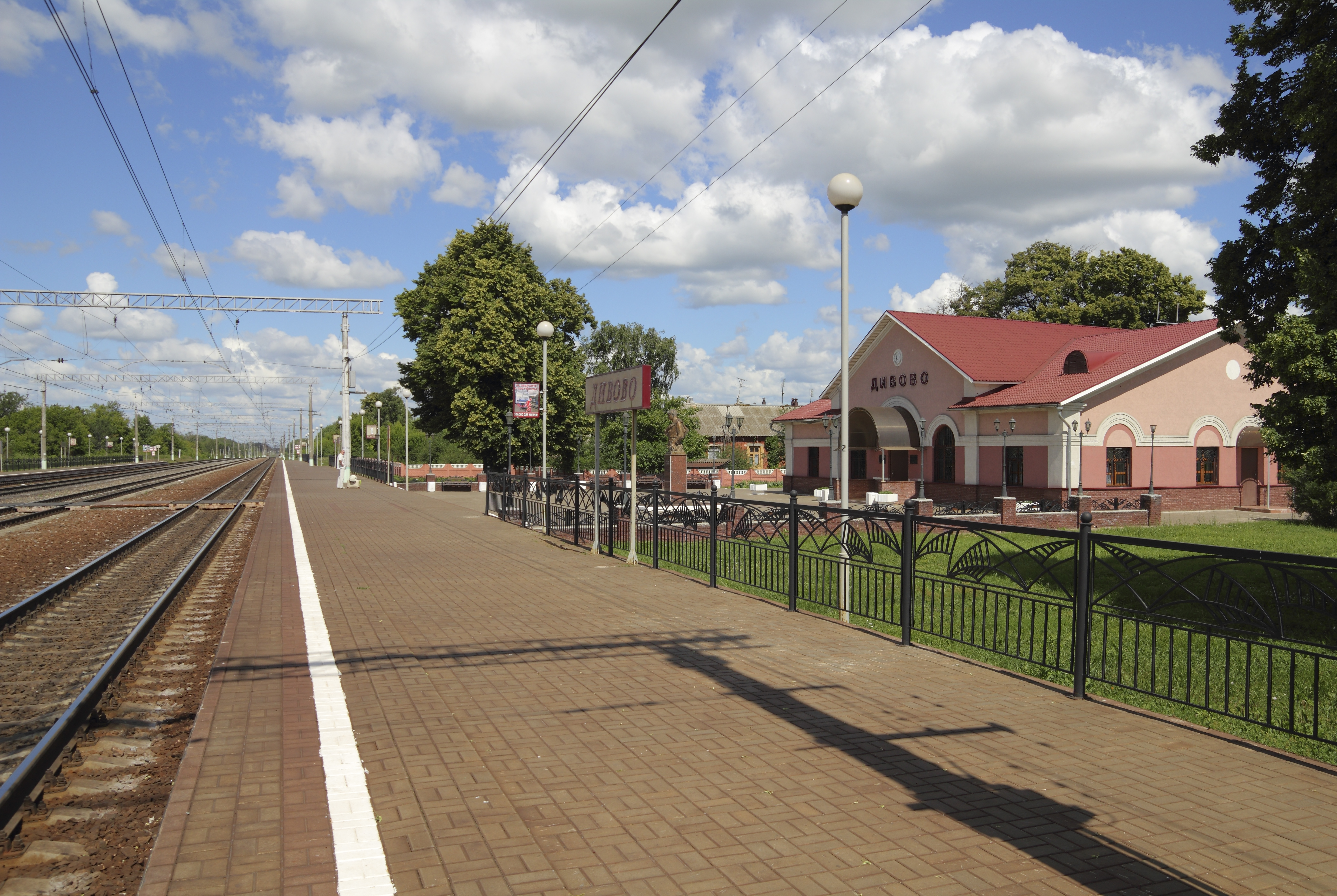
Железнодорожная станция Дивово на линии Рязань—Москва в Рыбновском районе.

Основная автодорога - федеральная автомагистраль М-5 «Урал». Через район проходит одно из двух исторических железнодорожных направлений Транссибирской магистрали: Москва — Рязань — Рузаевка — Самара — Уфа — Златоуст — Миасс — Челябинск — Курган — Петропавловск — Омск — Новосибирск — Тайга — Красноярск — Владивосток. Также от станции Рыбное идёт однопутное ответвление на Павелецкое направление - линия Узуново-Рыбное.
Всего действует 17 пассажирских железнодорожных остановочных пункта для пригородных поездов, из которых возможно без пересадок добраться до районного и областного центров. Из 7 остановочных пунктов возможно без пересадок добраться до Москвы, на единственном пункте останавливаются электропоезды-экспрессы "Москва-Рязань". Поезда дальнего следования в Рыбновском районе не останавливаются.
В районе работает 19 пригородных автобусных маршрутов: 7 из них связывают населённые пункты района с Рязанью, 11 - следуют из города Рыбное в сельские населённые пункты района. Помимо этого, в Рыбном действует единственный городской автобусный маршрут. На всех маршрутах работают автобусы малой и средней вместимости.

## Образование
Сеть образовательных учреждений Рыбновского района включает 15 дошкольных образовательных учреждений и 2 дошкольные группы по присмотру за детьми, 14 общеобразовательных школ, 1 школа-интернат, 3 учреждения дополнительного образования детей. В районе действуют два колледжа: Агроотделение Рязанского железнодорожного колледжа и Профессиональное училище №22.
Дополнительное образование представлено Рыбновским клубным объединением, насчитывающее 31 клубное учреждение. Централизованная библиотечная система имеет 30 филиалов в районе.
На 2024 год в школах района учатся 4255 учеников, в том числе 426 первоклассников. На подготовку образовательных учреждений к новому учебному году выделено более 38 млн рублей.

## Наука
На территории Рыбновского района работают два федеральных научно-исследовательских института:
всероссийский научно-исследовательский институт коневодства организованный в мае 1930 года и всероссийский научно-исследовательский институт пчеловодства переведённый в Рыбное в 1954 году. Оба входят в Российской академии сельскохозяйственных наук Российскую академию сельскохозяйственных наук.

## Культура

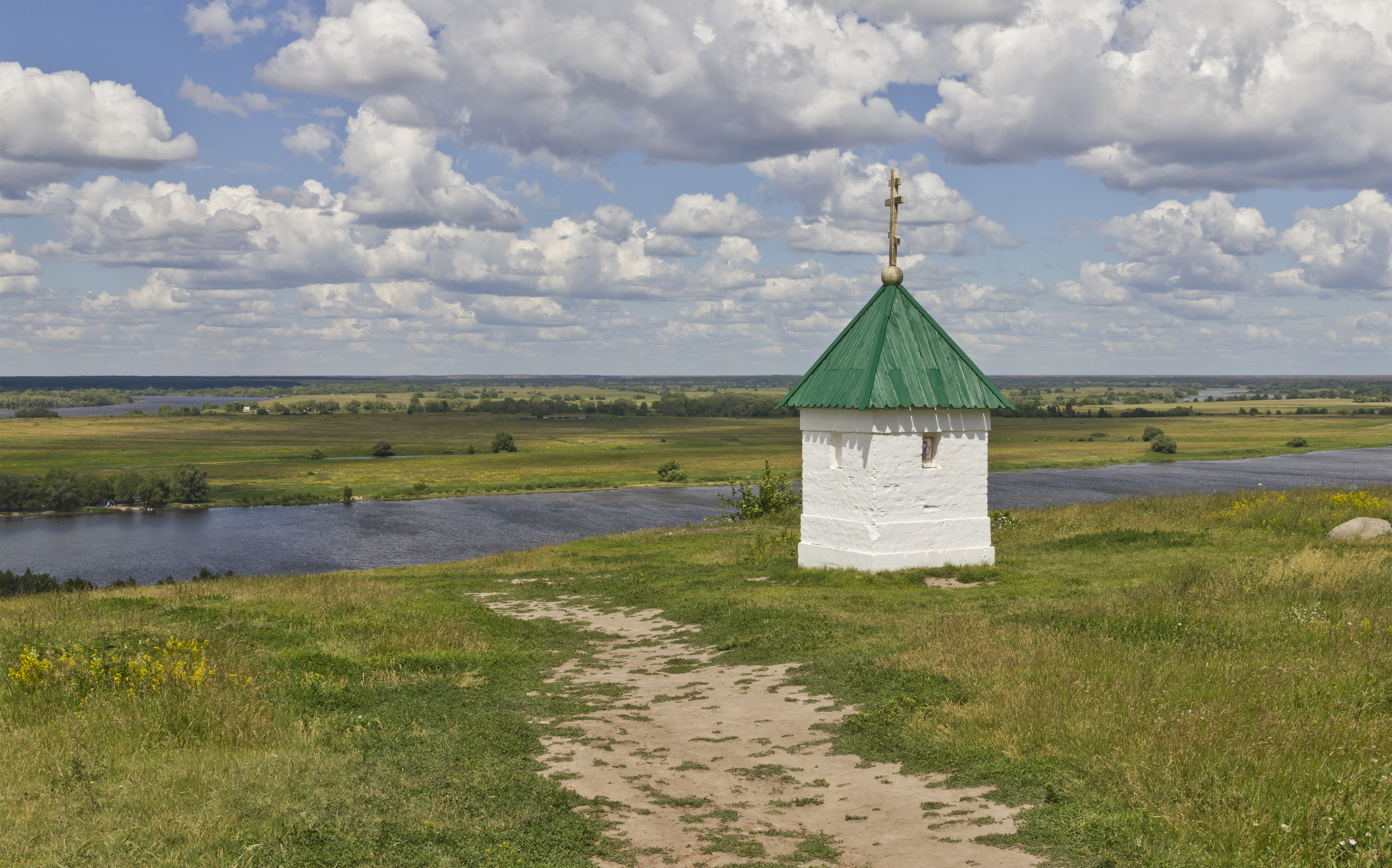
Часовня и панорама Оки в селе Константинове.

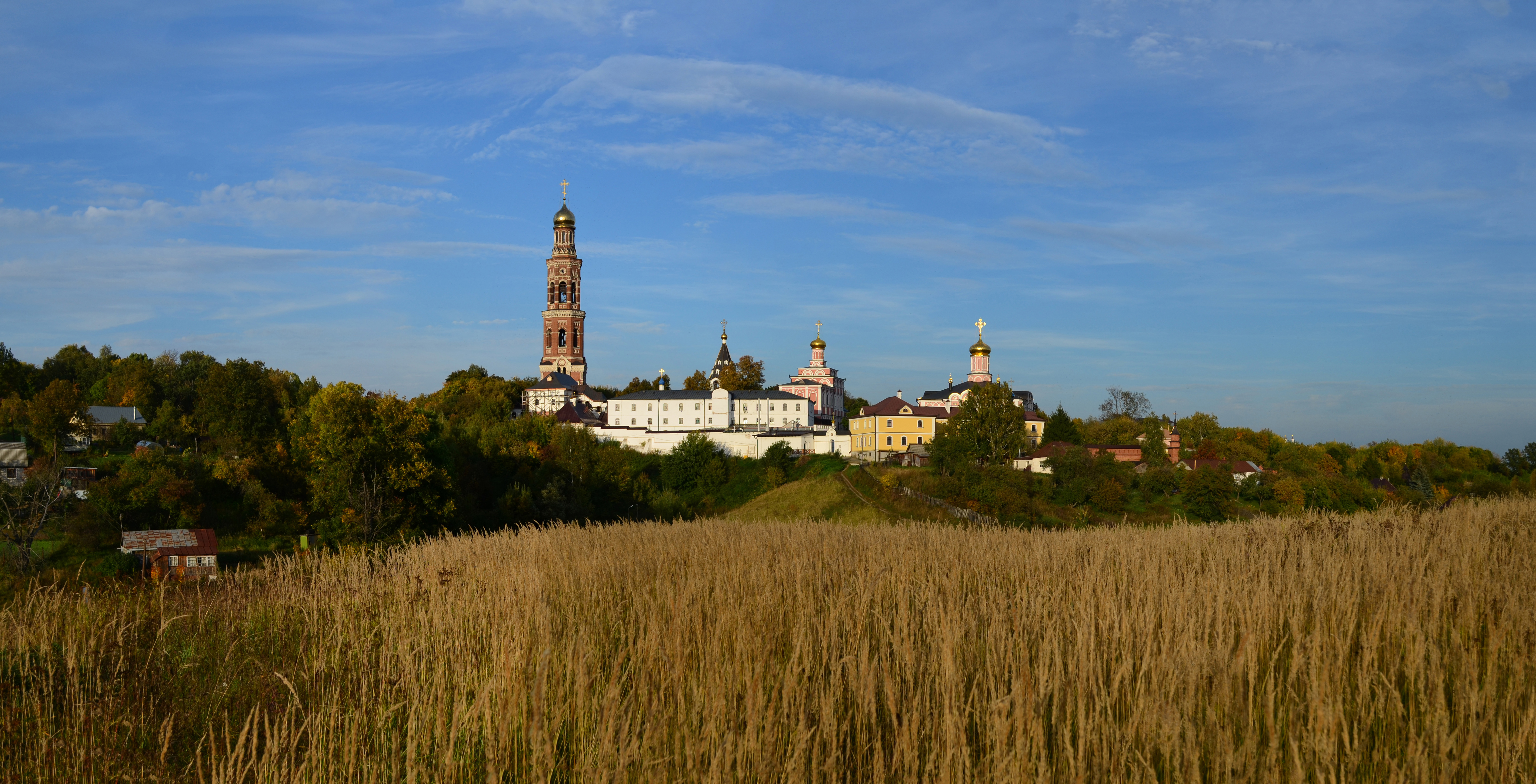
Иоанно-Богословский монастырь в Пощупово.

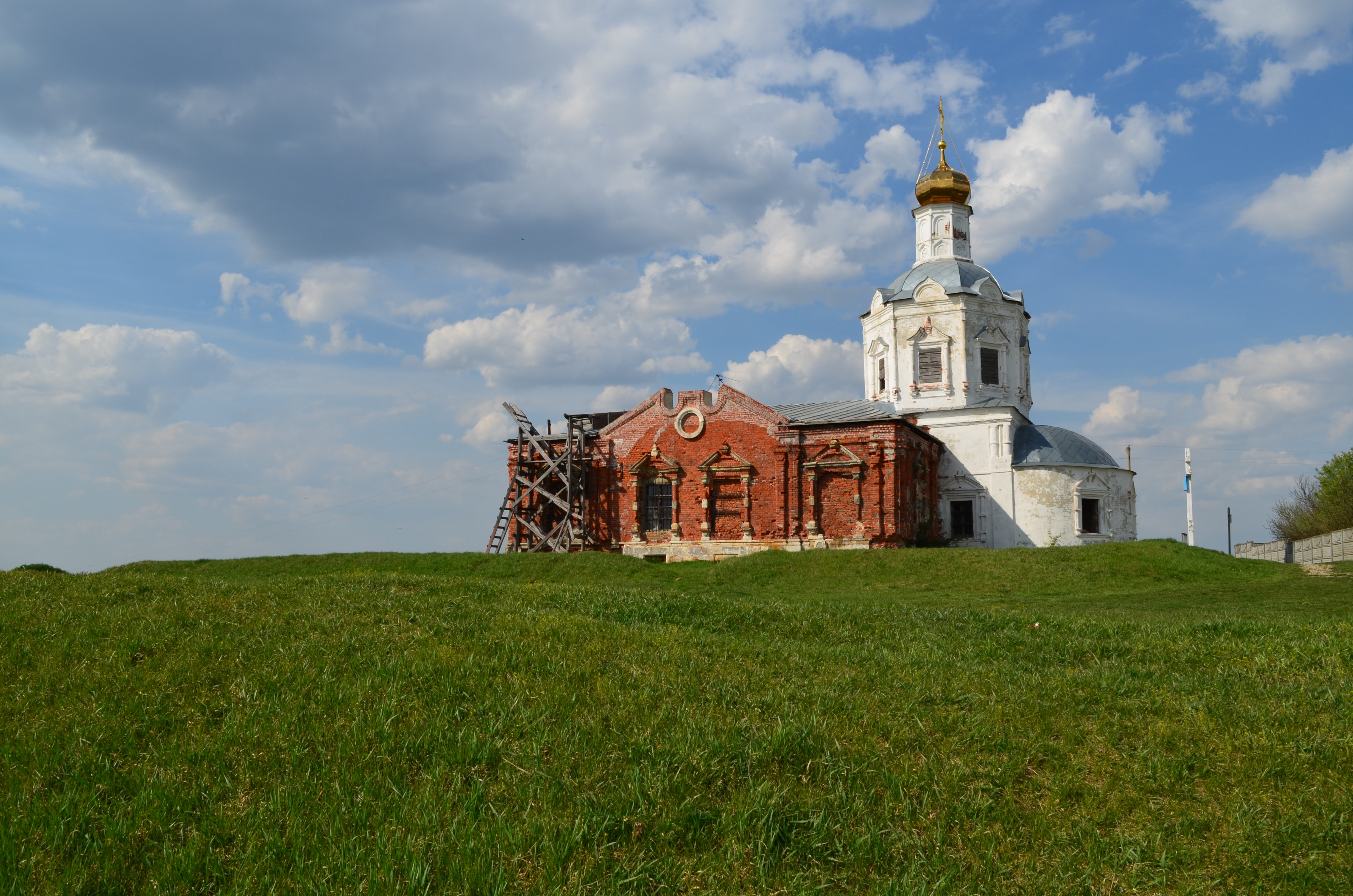
Глебово-Городище-место проведения реконструкции битвы на реке Воже.

Основные направления деятельности учреждений культуры ориентированы, прежде всего, на сохранение, пропаганду культурного наследия, развитие самодеятельного народного творчества во всех его жанрах и проявлениях, сохранение единого культурного и информационного пространства. Целью является обеспечение конституционного права населения района на доступ к культурным ценностям и свободу творчества в сфере культуры.
Туризм
Рыбновский район располагает развитой сетью культурных и музейных учреждений как федерального и областного, так и регионального уровня.
Самым известным музеем, располагающимся на территории района является государственный музей-заповедник Сергея Есенина в селе Константиново. В селе Новосёлки находится дом-музей братьев Пироговых, в Баграмово — историко-технический комплекс «Музей обороны и тыла», посвящённый Герою Социалистического труда Дарье Гармаш. В Пощупово — Иоанно-Богословский Пощуповский монастырь и музей пощуповской игрушки, в Дивово и Рыбном — музеи коневодства и пчеловодства. В центре Рыбного также есть краеведческий музей.
Все музеи района входят в Рязанский туристический кластер.
Фестивали

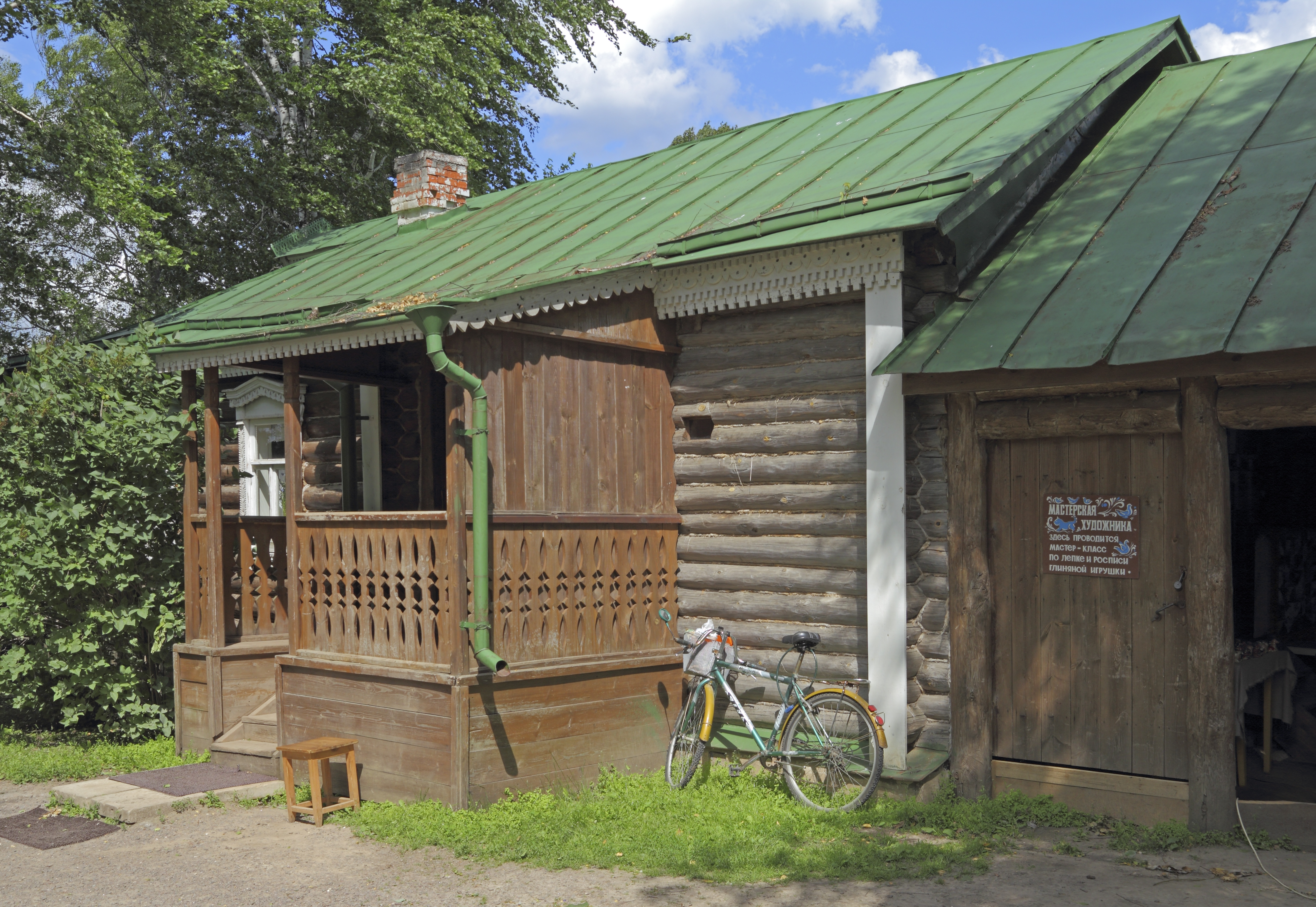
Родной дом Есенина в Константинове

Ежегодно, в Рыбновском районе проходят крупные фестивали: всероссийский праздник есенинской поэзии, праздник традиционной народной культуры «Славься, весна красная», конно-спортивный праздник на кубок Евпатия Коловрата, реконструкция битвы на реке Воже, гастрономический фестиваль малины и фестиваль народной песни имени братьев Пироговых.

## Известные уроженцы
См.: Категория:Родившиеся в Рыбновском районе